# Поливський Орест
Поливський Орест (Ярест) — кобзар.
Учень зіньківського кобзаря Івана (Хмеля)  Хмельницького разом з  Дмитро Кочерга, Мусій Кулик (Гордієць), Артем Курочка, Петро Кожевник, Йосип Харченко, Назар Чернецький та інші.
Знав Зіньківську науку.